# E-sport i Sverige

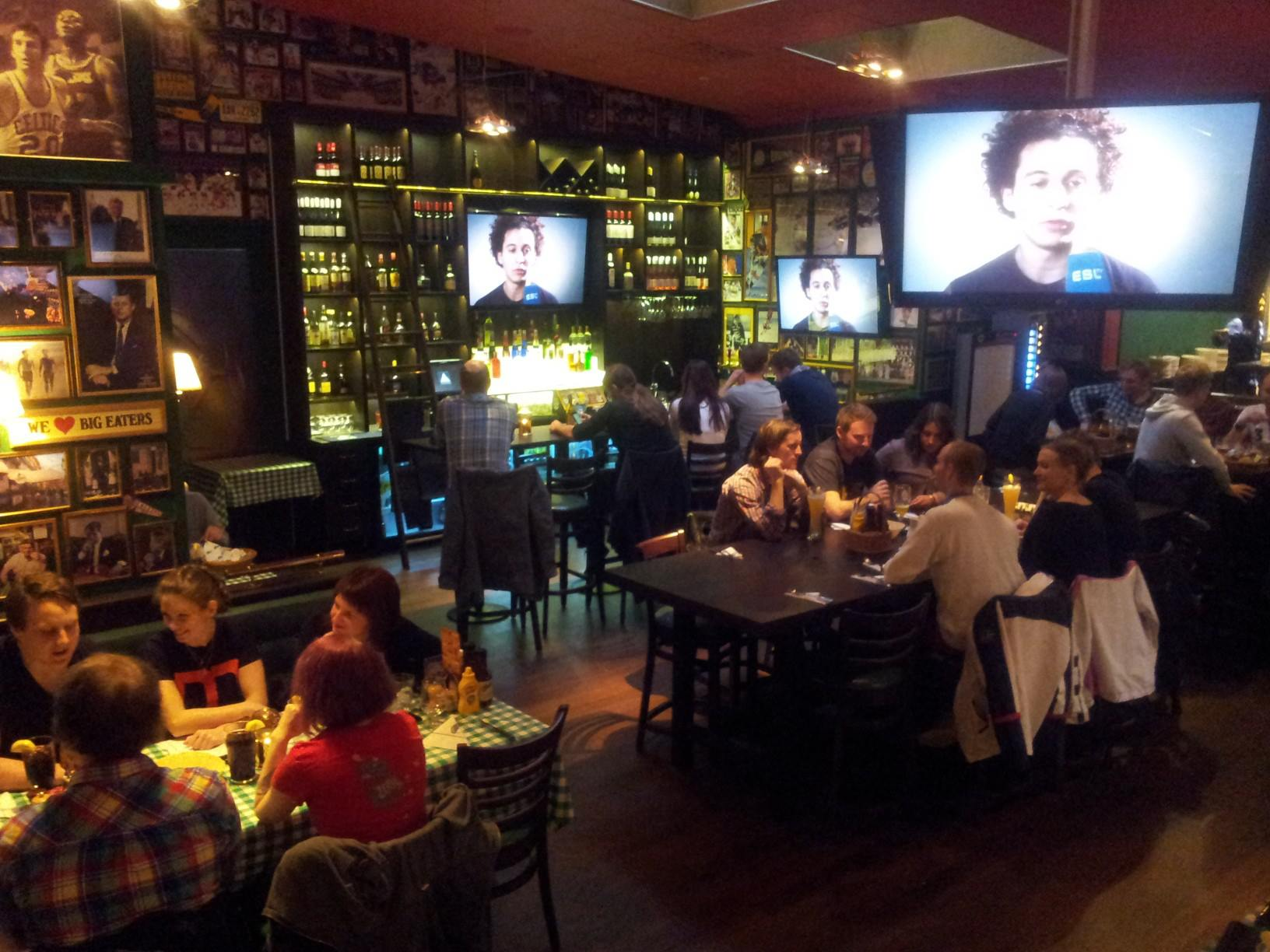
Barcraft i Stockholm, 26 maj 2013.

E-sport är ett äldre fenomen i Sverige. Redan år 2000 deltog svenska spelare i turneringar i bland annat Quake III Arena. LakermaN vann en silvermedalj i WCG Challenge: Quake 3 år 2000.
De senaste åren har e-sporten i Sverige gått från att vara en subkultur till att få allmän acceptans. Under 2011 grundades BarCraft STHLM, Sveriges första Barcraft, en sportbar för e-sport. Den 18 juni 2012 direktsände SVT finalmatcherna i både Dota 2 och Starcraft II från Dreamhack-turneringen i marksända SVT2 ledda av programledaren Ina Bäckström.
Detta är något som bland annat har visat sig genom att SVT direktsänder matcher från Dreamhack, har ett e-sportprogram samt att Aftonbladet livesände Dreamhack Stockholm Invitational den 12 april 2011 och då slog sitt tidigare tittarrekord, som var från bröllopet mellan kronprinsessan Victoria och Daniel Westling 2010.
Ordet e-sport kom med i 2013 års lista över nyord från språkrådet.
År 2015 startades två gymnasieutbildningar, en i Edsbyn och en i Märsta, med inriktning på e-sport. Numera driver flertal gymnasium program med inriktning på e-sport, bland annat Ljud & Bildskolan.

## Svenska e-sportspelare
Det finns flertal framgångsrika svenska profiler inom e-sport. Sverige är och har varit dominanta inom e-sport under en väldigt lång tid, inte minst känt i spelen Counter-Strike och Counter-Strike: Global Offensive. Under tidigt 2000-tal var Quake en av de mest populära e-sport spelen vilket senare togs över av bland annat Warcraft III: Reign of Chaos och Starcraft. Samtidigt växte det fram en Counter-Strike scen som utvecklats till att bli ännu större. Dota 2 släpptes 2013 efter 2 års beta-test och har varit en av de mest populära spelen inom e-sport under senare tid. Det var även runt samma period som League of Legends växte fram på e-sportscenen.

### Starcraft II
Inom Starcraft II finns flera svenska talanger, bland annat Johan ”Naniwa” Lucchesi och Marcus ”Thorzain” Eklöf hör till de mest framgångsrika svenska Starcraft II spelarna inom den professionella scenen. Båda har vunnit större internationella turneringar och var bland de 25 främsta i världen vad gäller prispengar. Lucchesi har lagt sin karriär på is och har inte spelat professionellt sedan slutet av 2015. Eklöf valde att lämna Evil Geniuses 2017 och har inte spelat professionellt sedan dess, idag arbetar Eklöf som läkare. Även Jeffrey "SjoW" Brusi och Kim "SaSe" Hammar som båda har haft framgångsrika karriärer inom Starcraft II-scenen.

### Counter-Strike
Counter-Strike har varit ett väldigt populärt spel bland svenskar och Sverige har varit ett av de länder som stått ut bland professionella spelare. Under tidigt 2000-tal dominerade Ninjas in Pyjamas den internationella CS 1.6-scenen och var tveklöst bäst i världen. Inom den svenska scenen är Emil Christensen, mer känd under sitt alias HeatoN en av de mest ikoniska CS-spelarna under tiderna. Utöver Christensen var även Tommy Ingemarsson, alias Potti, ännu en stor svensk ikon. Trots att e-sport inte var lika populärt i Sverige under tidigt 2000-tal, lyckades många av dessa talanger livnära sig på att spela professionellt. Idag är båda båda engagerade i Svenska Elitserien CS:GO där de båda är panelister. 
När Counter-Strike: Global Offensive släpptes 2012, återvände Ninjas in Pyjamas efter att ha varit en nedlagd organisation sedan 2007. Till det nya laget rekryterades fem svenska talanger som var bland de bästa spelarna i världen i både Counter-Strike 1.6 och Counter-Strike: Source. I det nya laget finns Christopher Alesund, alias GeT_RiGhT, som varit bland de bästa i CS 1.6. Patrik Lindberg, alias f0rest, Richard Landström, alias Xizt, Adam Friberg, alias Friberg och Robin Johansson, alias Fifflaren. Dessa fem spelare kom till att göra Ninjas in Pyjamas till det mest dominerande laget i den tidiga Counter-Strike: Global Offensive-scenen. Även Fnatic plockade upp fem svenskar, Jesper Wecksell, alias JW, Robin Rönnquist, alias flusha, Andreas Lindberg, alias znajder, Jonatan Lundberg, alias Devilwalk och Markus Wallsten, alias pronax. Fnatic deltog i den första major turneringen i CS:GO som arrangerades på DreamHack Winter 2013 som de kom till att vinna. Fnatic bytte senare ut några spelare till bland annat Olof Kajbjer, alias olofmeister och Freddy Johansson, alias KRIMZ. Den nya laguppställningen för Fnatic kom senare till att bli ett av de mest dominanta lagen i hela världen och är hittills det enda svenska laget att vinna tre stycken majors i CS:GO, vilket de även var först till att göra bland alla lag.
När det kommer till vinstsummor inom Counter-Strike: Global Offensive ligger Olof Kajbjer på femtonde plats i världen med totalt $878 102, vilket motsvarar drygt 8,8 miljoner svenska kronor.

### Dota 2
Svenska Dota 2-laget Alliance är ett av få lag som vunnit The International. Alliances största framgång hittills är segern i The International 2013. Efter The International 2014 lämnade hälften av de svenska spelarna laget, vilket innebar att laget inte längre var helsvenskt. Idag består Alliance av flera svenska profiler, bland annat Gustav Magnusson, alias s4, Simon Haag, alias Handsken och Linus Blomdin, alias Limmp.
Jonathan ”Loda” Berg är en svensk professionell Dota 2-spelare som är en av fem svenskar att vinna The International. Berg är numera coach för Alliance Dota 2 lag och delägare i Alliance. 

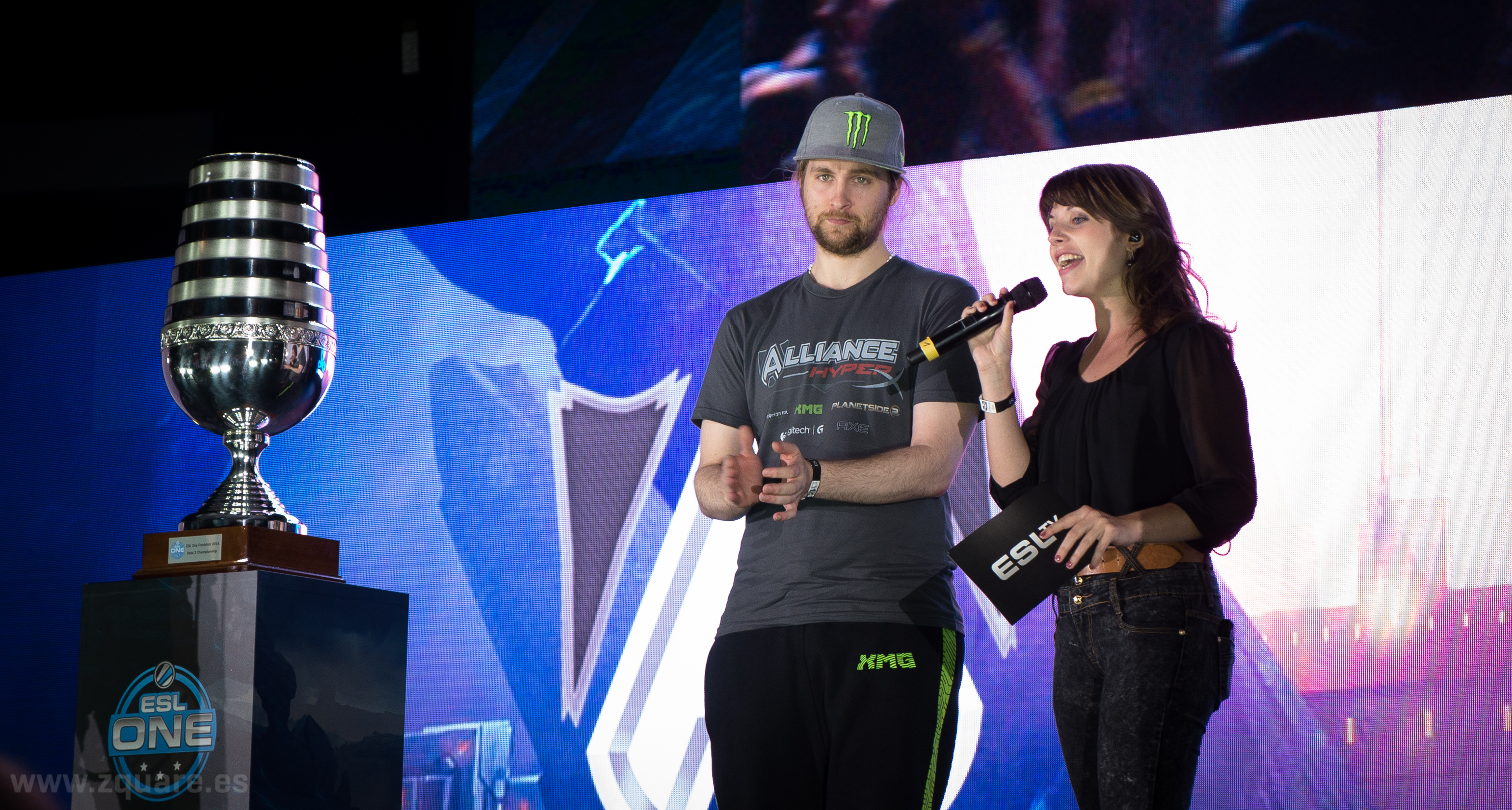
Jonathan "Loda" Berg som spelare för Alliance vid ESL One Frankfurt 2014.

Gustav "s4" Magnusson är en svensk professionell Dota 2-spelare. S4 lämnade Alliance efter TI4 och har därefter spelat i flera olika lag som Team Secret, OG och Evil Geniuses. Magnusson gick tillbaka till Alliance 2020 och är för närvarande kapten för laget. Magnusson är den svensk som vunnit mest prispengar på e-sport. 

### League of Legends
Den mest inflytelserika svenska LoL spelaren är Martin "Rekkles" Larsson som ägnat en stor del av sin karriär i Fnatics League of Legends lag. Även Petter "Hjärnan" Freyschuss har varit delaktig i professionell League of Legends sedan 2014, idag spelar han för GamerLegion. Utöver finner vi Jakob "YamatoCannon" Mebdi som numera är en coach. Mebdi har även varit en panelist för Riot Games under deras livesändningar av League of Legends Championship Series (LCS).

## Svenskt e-sportförbund
Till skillnad från Sydkorea så räknas inte e-sport som en del av Riksidrottsförbundet i Sverige, men saken har diskuterats på hög politiskt nivå. Rickard Nordin, riksdagsledamot för Centerpartiet är en av få ledamöter att lyfta e-sporten i riksdagen genom motioner. Detta är något som Nordin har fått kritik från Kristdemokraternas David Lega som menar att e-sport inte bör få idrottsstatus. Även Sverigedemokraternas Michael Rubbestad har presenterat ett fåtal motioner i Sveriges riksdag där han bland annat vill att e-sport ska likställas med övrig idrott. Svenska E-sportföreningen startades maj 2009 och arbetar för att e-sport ska bli en del av Riksidrottsförbundet. Syftet med SESF är att främja e-sport i Sverige; föreningen är ideell och verkar i enlighet med demokratiska principer samt religiöst, etniskt och partipolitiskt oberoende. SESF är i dagsläget den organisation som är knuten till internationella e-sportsfederationen (IeSF) som arbetar för att organisera e-sporten internationellt. Sverige har deltagit och skickat landslag till IeSF-mästerskapen med goda resultat, 2011 som bästa nation, 2013 som tredje bästa nation, 2014 på en 6:e plats – dock med ett silver och ett brons i Starcraft II.
2016 startades även Svenska E-sportförbundet som samlar föreningar som vill utöva e-sport i tävlings- eller motionsform. Förbundet uppmärksammades när det skickade in en ansökan till Riksidrottsförbundet om medlemskap 2017.

## Sveriges landslag inom e-sport
Sverige är ledande inom Counter-Strike: Global Offensive och har bland annat deltagit i två säsonger av Europeiska Mästerskapen (European Championships) och Världsmästerskapen (The World Championships) 2015 och 2016. I majoriteten av evenemangen har Markus "pronax" Wallsten och Christopher Alesund varit kaptener för laget. 
Både 2016 och 2017 har Svenska Esportföreningen (SESF) skickat svenska representanter till IeSF:s Världsmästerskap inom bland annat League of Legends, Counter-Strike: Global Offensive och Tekken.
2018 fick Sverige en ny chans att tävla internationellt inom CS:GO, denna gången i Northern European Minor Championship 2018. Landslaget leddes av Jakob Jansson.

## Vadslagning inom e-sport
Att satsa pengar på e-sport är ett fenomen som växer allt snabbare i takt med att e-sport växer och får mer spridning. I Sverige kan man spela på e-sport via flera av de stora sportspelsföretagen som Unibet, Betway och Betsson. Det finns också mindre aktörer som har specialiserat sig på vadslagning inom e-sport, till exempel EGB.com och Pinnacle. Just Pinnacle berättade att de i februari 2017 passerade 5 miljoner lagda spel på e-sport. 

## E-sport i svensk media
Under 2010 sände SVT finalerna från Dreamhack Winter i SVT Play. Den 18 juni 2012 sände SVT matcher i League of Legends, Dota 2 och Starcraft II från Dreamhack Summer 2012. Ina Bäckström var programledare för sändningarna. Matcherna visades på SVT2, SVT24 samt på SVT Play. Sverige blev därmed det andra landet i världen (efter Sydkorea) att sända e-sport på TV.
Under 2013 började TV4-gruppen sända Svenska e-sportcupen i TV4 Play.
TV6 började under 2013 sända e-sport vid speciella event, bland annat E-sport SM där bland annat CS:GO, DOTA 2 och FIFA spelades. TV6 sände Alliance matcher under The International 2013 på TV vilket var första gången TV6 hade e-sport på sin kanal.